# ميدالية الجمهورية (الصين)
وسام الجمهورية ( الصينية :ميدالية الجمهورية؛ بينيين ) هو واحد من أعلى وسامين في جمهورية الصين الشعبية للمواطنين الصينيين. في 27 ديسمبر 2015 ، أصدرت اللجنة الدائمة للمجلس الوطني لنواب الشعب الصيني قانونًا يحدد ثلاث درجات استحقاق وطنية: وسام الجمهورية، والألقاب الفخرية الوطنية - للمساهمات في مجالات وصناعات محددة .”- وميدالية الصداقة الدولية، التي تم تشكيلها في 1 يناير 2016.
في 8يونيو 2018، تم منح أول وسام للصداقة للرئيس الروسي فلاديمير بوتين، وقدمه الرئيس الصيني شي جن بينج.

## الوصف
تعتمد ميدالية الجمهورية مخطط ألوان شامل من الأحمر والذهبي. تحتوي الشارة على الشعار الوطني والنجمة الخماسية، بالإضافة إلى تمثيلات رمزية النهر الأصفر، ونهر اليانغتسى، وقمم الجبال، والفاوانيا (على وجه التحديد ميدان، أو بايونيا x سوفرو تيكوزا). في سلسلة تضم زخارف مستوحاة من العقدة الصينية، وروي، والأوركيد. تقنيات مختلفة لتشغيل المعادن، بما في ذلك تزوير الضغط على البارد، ترصيع الصغر، والمينا، تشارك في عملية إنتاجه.

## المستلمون
1. مين يو (يو مين)
2. جيلان شين ( شين جيلان ) (أنثى)
3. صن جيادونغ
4. لي يانيان
5. تشانغ فوكينغ
6. يوان لونغ بينغ
7. هوانغ شوهوا
8. تو يويو (أنثى)
9. زونج نانشان ( زونج نانشان )